# Tahunan (Umbulharjo)
Tahunan is een bestuurslaag in het regentschap Jogjakarta van de provincie Jogjakarta, Indonesië. Tahunan telt 9834 inwoners (volkstelling 2010).